# Stefano Maullu
Stefano Maullu, né le 15 mars 1962 à Milan (Italie), est un homme politique italien. Il est membre des Frères d'Italie.

## Biographie
Il a été conseiller régional de la Lombardie de 2012 à 2013. Il devient député européen le 13 juillet 2015 en remplacement de Giovanni Toti.
Le 28 novembre 2018, il quitte Forza Italia et rejoint les Frères d'Italie. Il rejoint de manière parallèle le groupe parlementaire européen Conservateurs et réformistes européens le 11 décembre 2018.